# Pracatinat

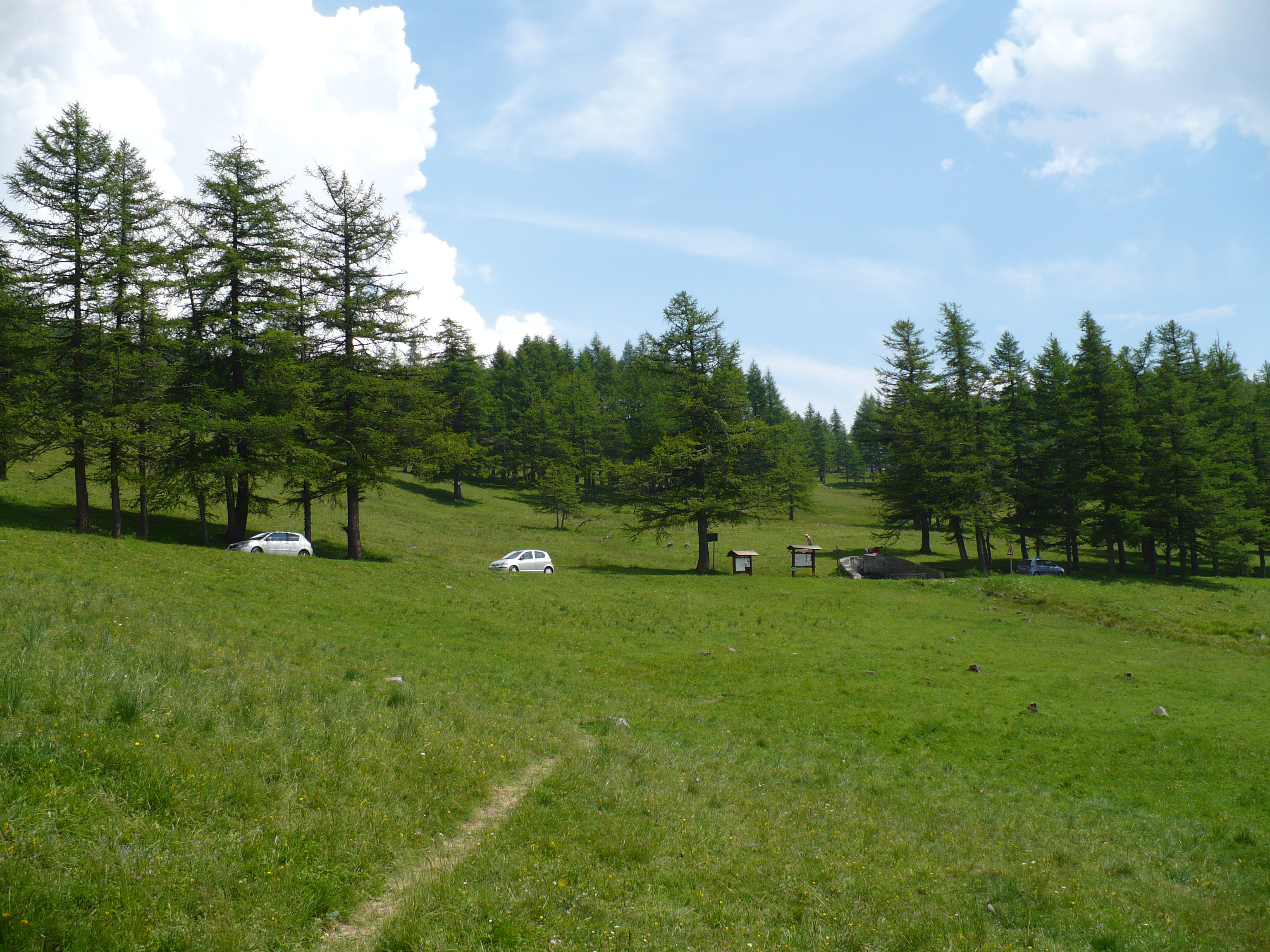
La località di Pracatinat.

Pracatinat, o anche Prà Catinat (1.785 m s.l.m.), è una località situata in val Chisone nel comune di Fenestrelle lungo la strada che dal fondo valle (dalla frazione Depot di Fenestrelle) sale al colle delle Finestre.

## Significato del toponimo
Prà Catinat significa "prato di Catinat" e prende il nome dal generale francese Nicolas de Catinat de La Fauconnerie, il quale ha condotto varie azioni di incursione militare nelle valli piemontesi. Il generale, nella località, passò con 10.000 uomini delle sue truppe l'inverno 1693-1694.

## Importanza del luogo

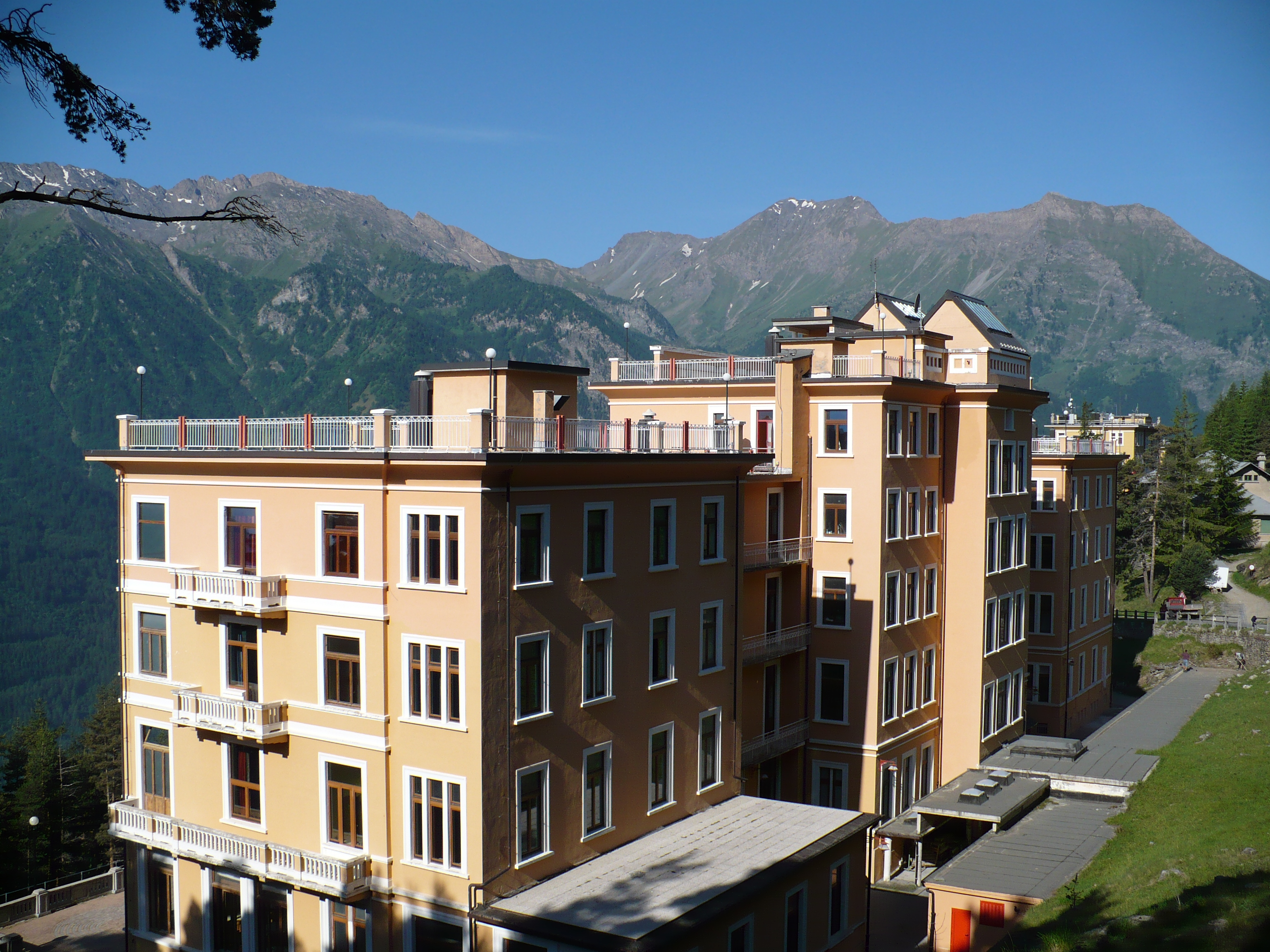
Una delle due strutture di Pracatinat.

La località è stata importante perché la famiglia Agnelli vi costruì un sanatorio per la cura della tubercolosi. Il complesso, costruito tra il 1929 e il 1930 dall'ingegnere Vittorio Bonadè Bottino e dall'architetto Emilio Decker, era composto da due padiglioni, dedicati a Edoardo Agnelli e alla sorella Tina Nasi e rispettivamente destinati uno a degenti di sesso maschile e l'altro a degenti di sesso femminile. Vi era un collegamento, ad oggi dismesso, tramite un funivia tra la località di Depot, sulla Strada provinciale 23, e i padiglioni inaugurato nel 1927. Fu costruita dalla Ceretti e Tanfani con tecnologia della doppia fune traente. Aveva una lunghezza di 1291 m, dislivello 576 m, portata oraria 130 persone e capacità dei due veicoli era di 13 persone. Ci fu un grave incidente nel 1966 e fu poi dismessa definitivamente negli anni Ottanta; ad oggi si possono vedere le stazioni di partenza e di arrivo e, sul versante della montagna,  i sei pali.
Oggi le due strutture, non più utilizzabili a fini terapeutici dal 1982, sono state per un paio di decenni un laboratorio che progetta e realizza varie attività educative, formative, culturali e di ricerca mentre il padiglione Nasi è stato riconvertito ad uso alberghiero.

## Escursionismo
La località è luogo di interesse escursionistico. Di qui parte una strada sterrata che in circa cinque chilometri conduce al rifugio Selleries.
Nei pressi di Pracatinat si trova il Ponte Rosso, via d'accesso al Forte delle Valli, parte superiore del grande Forte di Fenestrelle. Va ricordato però che tale accesso è solitamente chiuso perché il Ponte Rosso non è sicuro e le escursioni al Forte di Fenestrelle iniziano sempre dal basso (Forte San Carlo); aperture straordinarie del ponte avvengono in casi di manifestazioni organizzate.